# Aristide Viale
Aristide Viale (Chieti, 29 dicembre 1897 – 8 maggio 1940) è stato un allenatore di calcio e calciatore italiano.

## Carriera
Sfiorò lo scudetto con il Pisa nella Prima Categoria 1920-1921, disputando 18 partite e segnando 4 reti.

Nel corso del secondo tempo della finalissima, persa 2-1 contro la Pro Vercelli, fu espulso dal campo per proteste.